# Mountain (jogo eletrônico)
Mountain é um jogo eletrônico de simulação desenvolvido por David OReilly e publicado pela Double Fine Productions. Ele foi lançado para Microsoft Windows, OS X, Linux, iOS e Android , em julho de 2014. O jogo é um jogo incremental em que a única influência que o jogador pode ter no jogo é no início do jogo, onde o jogador é encarregado de desenhar objetos. O jogo é projetado para ser jogado em plano de fundo enquanto o jogador utiliza outras aplicações.

## Jogabilidade
Mountain é descrito por seu criador David OReilly como um "Simulador de Montanha, Relaxar em' up, Arte de Terror etc." do jogo, com pouca interatividade do jogador. ao iniciar o jogo, o jogador é convidado a elaborar respostas a uma série de perguntas, descrito por OReilly como "psicologicamente mais invasiva do que qualquer coisa Facebook quer saber mais sobre você". O jogo usa essa entrada para gerar um modelo de uma montanha, a flutuar no espaço, cercado por uma pequena esfera de atmosfera. Neste ponto, o jogo não tem interatividade significativa; enquanto o jogador pode girar a visualização em torno da montanha e zoom in e out, eles não podem afetar a montanha de qualquer forma. O jogo está definido para ser executado no plano de fundo enquanto o jogador faz outras atividades no computador.

Durante o curso do jogo, a montanha lentamente gira conforme o tempo acelerado progride através de ciclos de dia e noite e por meio de mudanças sazonais: o jogador verá a neve se formar e derreter na montanha, plantas e árvores crescem e murcham. Aleatoriamente, a montanha pode ser atingido por objetos do cotidiano que, em seguida, tornar-se incorporado na montanha indefinidamente. A montanha oferece periodicamente seus pensamentos para o jogador como o jogo progride. Depois de cerca de cinquenta horas, enquanto o jogo está rodando, a montanha cumpre o seu destino quando ele cai em uma passagem estrela gigante, terminando o jogo, altura em que o jogador pode começar o jogo com uma nova montanha.

## Desenvolvimento
David OReilly tinha desenvolvido uma série de ficção jogo de sequências de vídeo para o filme Dela (2013). Após sua participação, OReilly tinha interesse em criar um jogo de vídeo real, querer "explorar padrões e iterações dos padrões". Ele considerou a ideia de simular uma montanha como "um ícone zen coisa", e que o tamanho de montanhas anão que da experiência humana; as montanhas mais "desafiar a coisificação, porque eles não podem ser detidos ou colocar em um museu". OReilly descrito Mountain como "visual silêncio", e que "é sobre deixar ir o controle", enquanto um relógios a simulação.
Para desenvolver o jogo, OReilly começou a aprender a engine Unity si mesmo. Para concluir Mountain, ganhou a assistência de Damien Di Fede que faziam a maior parte do jogo da codificação.
OReilly tinha revelado o jogo durante o Horizonte de jogo de vídeo vitrine realizada no Museu de Arte Contemporânea de Los Angeles durante a mesma semana em junho, como a Electronic Entertainment Expo de 2014. O jogo foi publicado pela Double Fine Productions sob sua "Double Fine Apresenta a etiqueta voltada para o pequeno jogos indie.
O título foi inicialmente lançado em 1 de julho de 2014 para o Microsoft Windows, OS X, Linuxe iOS plataformas; o Android versão foi adiada até 19 de agosto de 2014, devido ao custo de obter o Unity plugin para o Android. OReilly tinha inicialmente idealizado o jogo para ser executado como um aplicativo de plano de fundo para computadores pessoais, e, portanto, não tinha gasto uma grande parte do tempo otimizando o iOS versão através da engine Unity. No entanto, dentro de uma semana do seu lançamento, Mountain foi um dos títulos mais vendidos em vários app store gráficos, solicitando OReilly para desenvolver mais a otimização para o iOS e pendentes as versões de Android.

## Recepção
O jogo foi elogiada pelos críticos como um novo conceito para um jogo, embora devido a sua interatividade limitada, muitos jogadores foram descontentamento com o título, comparando-a com um protetor de tela ao invés de um jogo. Zack Kotzer de Vice - comparou o jogo para o Tamagotchi brinquedos, embora a falta de necessidade de, constantemente, frequentar a brinquedos demandas e, em vez de deixar o leitor decidir quando para ver como a montanha está progredindo. enquanto Outros descreveram o título como um passivo Katamari jogo, ver como é que a montanha se acumula coisas durante o curso do jogo. Alguns analistas deram o título pretensioso; Ben Kuchera do Polígono achei que o jogo pode ter sido uma brincadeira por OReilly, e expressou ele não tinha o mesmo tipo de admirar que outro jornalista tinha encontrado para o jogo.